# Зарцбител
Зарцбител (њем. Sarzbüttel) општина је у њемачкој савезној држави Шлезвиг-Холштајн. Једно је од 115 општинских средишта округа Дитмаршен. Према процјени из 2010. у општини је живјело 724 становника. Посједује регионалну шифру (AGS) 1051098.

## Географски и демографски подаци
Зарцбител се налази у савезној држави Шлезвиг-Холштајн у округу Дитмаршен. Општина се налази на надморској висини од 6 метара. Површина општине износи 13,4 km². У самом мјесту је, према процјени из 2010. године, живјело 724 становника. Просјечна густина становништва износи 54 становника/km².